# Mirosław Ochocki
Mirosław Ochocki herbu Ostoja, ps. Mirosław Ostoja-Ochocki, Mirosław Ostoja Ochocki (ur. 4 marca 1927 w Brodnicy, zm. 12 czerwca 1988 w Łodzi) – pisarz, poeta, krytyk literacki, pracownik naukowy Uniwersytetu Łódzkiego oraz Państwowej Wyższej Szkoły Sztuk Plastycznych w Łodzi.

## Życiorys
Podczas II wojny światowej przebywał w Niemczech na robotach przymusowych. Po wojnie studiował  na  Wydziale  Prawno-Ekonomicznym  Uniwersytetu Łódzkiego, gdzie następnie buł pracownikiem naukowym w Katedrze Literatury Polskiej Oświecenia, Pozytywizmu i Młodej Polski, a także pracował jako wykładowca Państwowej Wyższej Szkoły Sztuk Plastycznych w Łodzi. Jako poeta zadebiutował wierszem „Chwile te ciche” opublikowanym w „Głosie Katolickim” w 1946.  Jego debiutancką prozą było opowiadanie „Jasne Słowa”, również w „Głosie Katolickim”. Od 1954 zajmował się krytyką literacką w czasopiśmie „Łódź Literacka”. Ponadto przekładał wiersze, m.in. W. H. Audena,  Becketta, Camusa, Reverdy’ego, Michaux.
Był członkiem redakcji łódzkich czasopism „Kronika” (1957) oraz „Osnowa” (1969–1971), pracował także w łódzkiej telewizji.  Wydał zbiór wierszy „Nie ma Jerzego” (1957).  Jego dorobek literacki jest rozproszony jest w wielu czasopismach i antologiach.

### Życie prywatne
Mieszkał w Łodzi, w kamienicy przy ul. Kościuszki 98 (Dom Literatów w Łodzi), na której wisi tablica upamiętniająca znanych literatów (w tym jego) związanych z tym miejscem.
Został pochowany na cmentarzy komunalnym Doły w Łodzi (Kwatera: XXIX, Rząd: 29, Grób: 6).